# Norwegisches Erdölmuseum

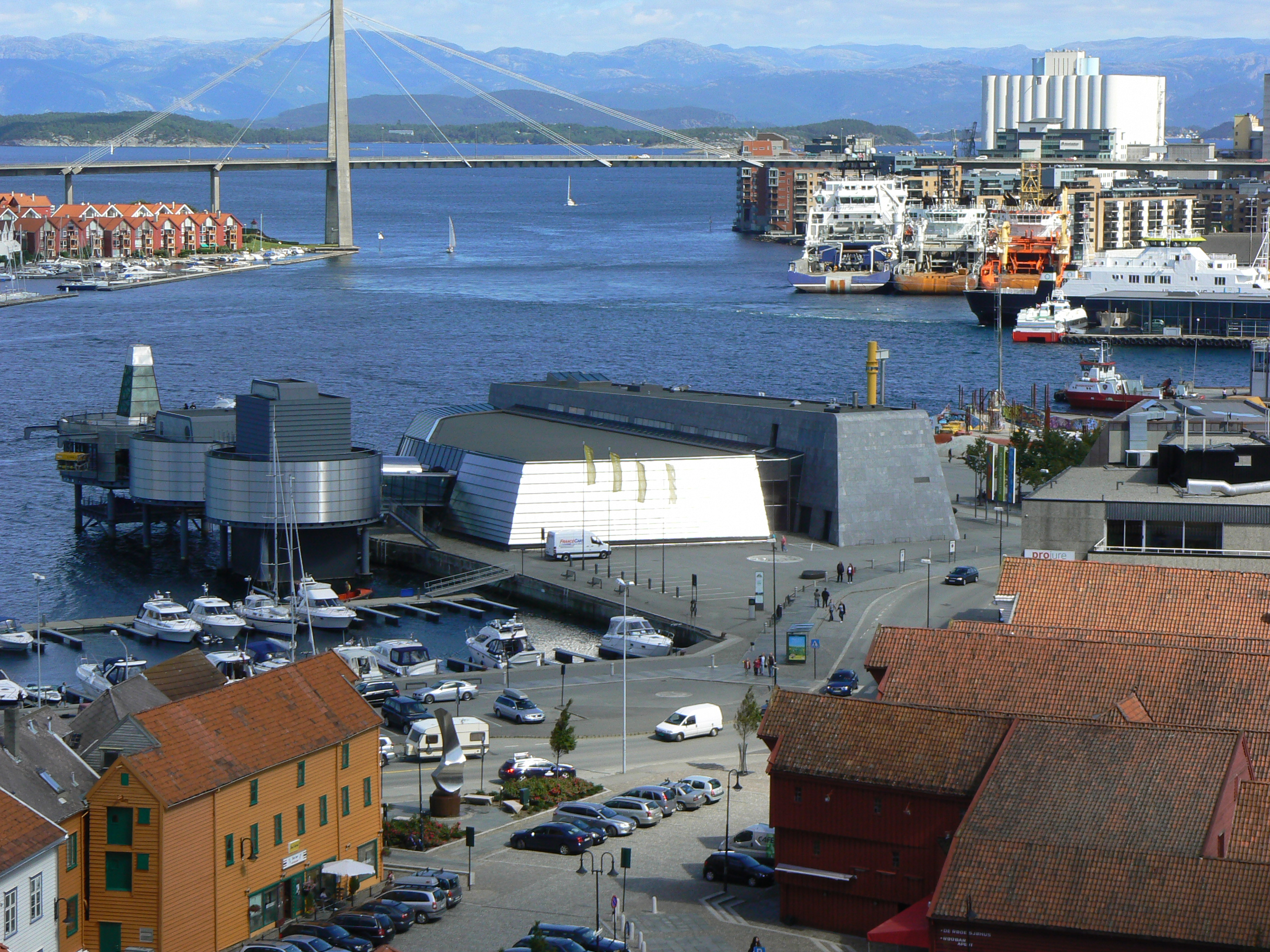
Das Norwegische Erdölmuseum

Das Norwegische Erdölmuseum (Norsk Oljemuseum) ist ein Museum in der norwegischen Stadt Stavanger. Schwerpunkt ist die Offshore-Förderung in der Nordsee.
Die Architektur erinnert an eine kleine Bohrplattform und ist ein Wahrzeichen der Stadt, insbesondere vom Wasser aus.
Neben zahlreichen Modellen von Bohrplattformen und verschiedenen Ausrüstungsgegenständen wird die Entstehung des Erdöls auch mit Hilfe eines 3D-Kinos erläutert. In einem anderen Kino wird ein Tauchgang an einer Bohrplattform dargestellt.
Das Museum wurde im Mai 1999 eröffnet.

## Fotos

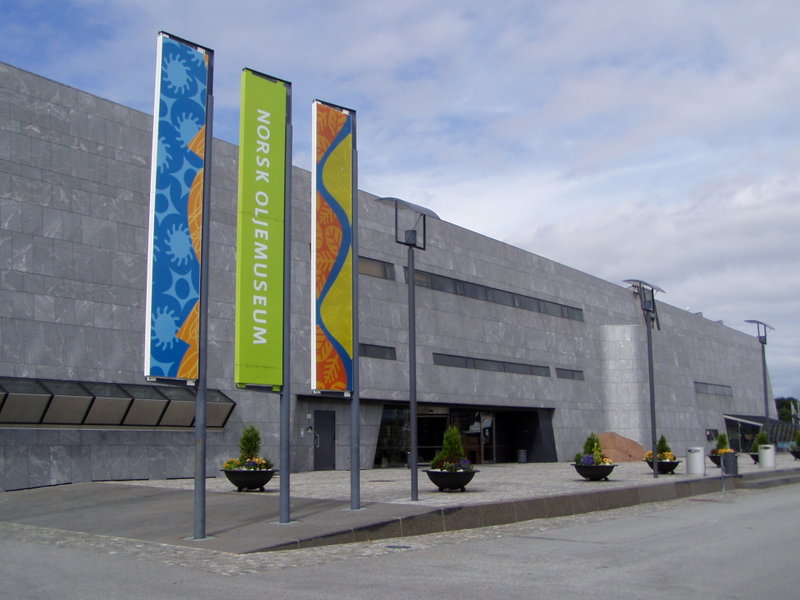
Eingangsbereich
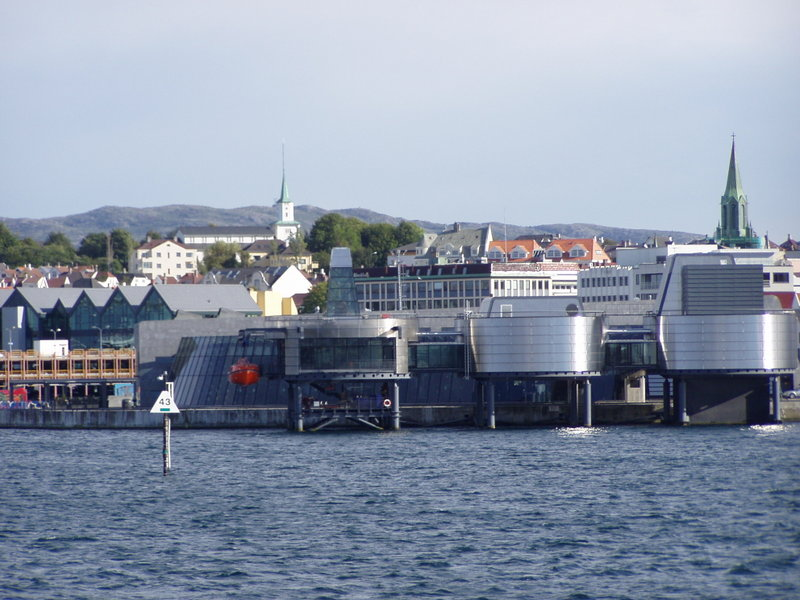
Blick vom Hafen aus
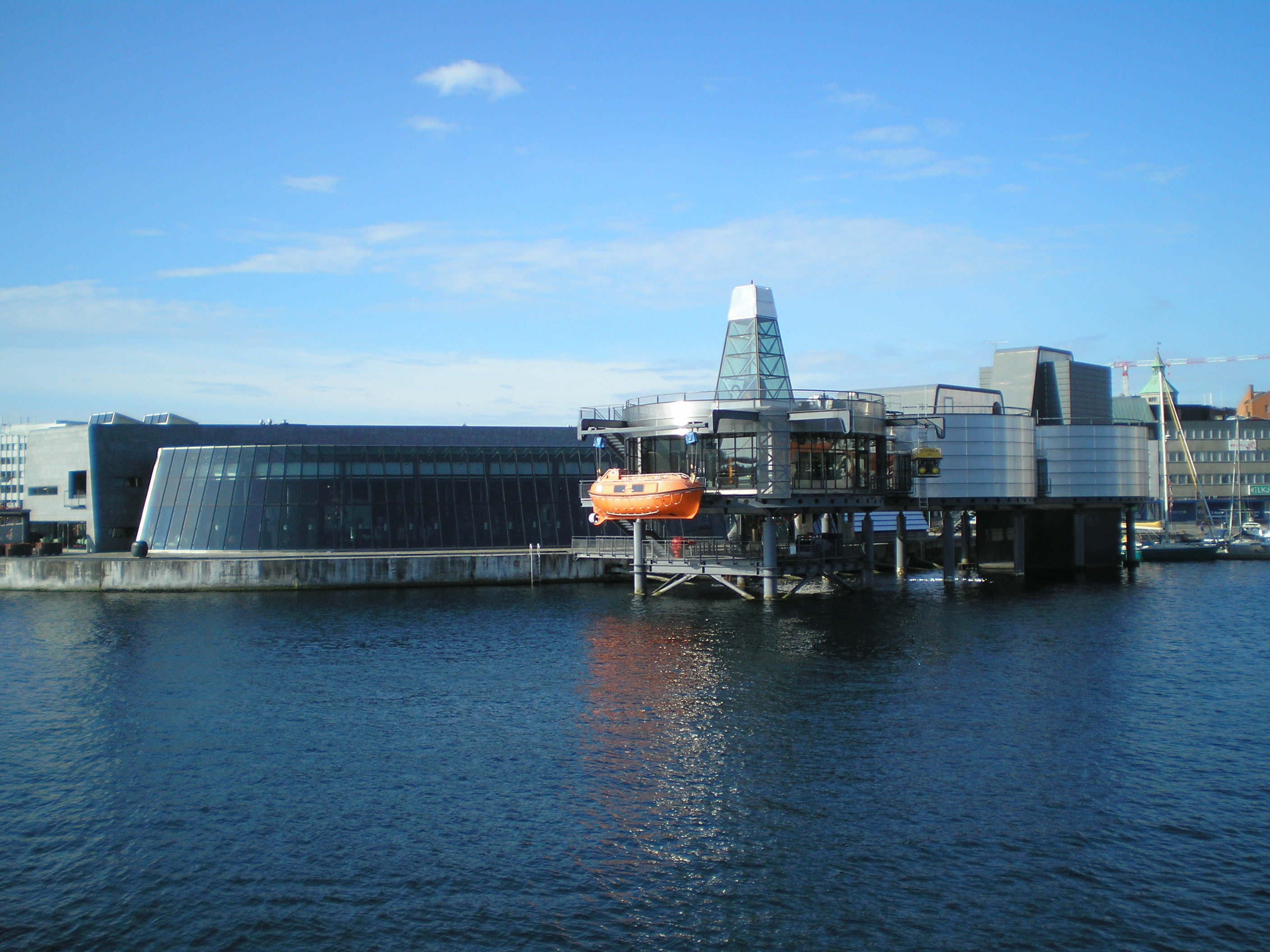
Blick vom Wasser aus